# 7Flowers
7Flowers（セブンフラワーズ、漢名：七朵花）は、台湾の芸能事務所、喬傑立（J☆STAR）に所属する女性アイドルグループ。2004年まで、メンバーは7人いたが、3人が退団し2005年3月以降は4人で、歌やテレビドラマ、バラエティ番組と広く活動している、台湾では人気のグループ。

## 来歴
2017年3月29日、台湾のバラエティ番組『女人234』の収録で2016年12月27日に趙小僑（ジョイス・チャオ）が俳優の劉亮佐（リュウ・リャンズオ）と結婚し、2017年4月3日に沖縄で挙式することが発表された。
2021年2月19日、趙小僑（ジョイス・チャオ）が人工授精を経て妊娠15週であると自身のInstagramで発表したが、劉亮佐（リュウ・リャンズオ）が2021年2月24日に妊娠16週で流産したと自身の新浪微博で発表した。
2022年5月18日、趙小僑（ジョイス・チャオ）が人工授精を経て妊娠30週であると自身のFacebookで発表した。
2022年7月5日、趙小僑（ジョイス・チャオ）が長女を出産。
2023年7月4日、元メンバーの周靂岑（レゴス・チョウ）の葬儀が行われた。享年35歳。メンバー6人が揃って公の場に立ったのは2017年9月に行われた趙小僑（ジョイス・チャオ）の結婚式が最後だった。2023年6月23日、メンバーの陳喬恩（ジョー・チェン）がインスタグラムに「永遠記得妳，永遠愛妳。」と投稿したが後に削除された。

## 脱退メンバー
- 饅頭：フィン・チウ（本名：邱緯芬） 2005年3月退団
- 仔仔：レゴス・チョウ（本名：周靂岑） 2004年10月学業専念のため退団
- 宇婕：マーガレット・ワン（本名：王宇婕）
- 喬恩：ジョー・チェン（本名：陳喬恩）
- 小潔：ジェイド・チュー（本名：屈旻潔）
- 小僑：ジョイス・チャオ（趙小僑、本名：趙虹喬）
- 薇如：イブ・ライ（本名：頼薇如）

## ドラマ
- 2001年
  - ラベンダー (喬恩)
- 2002年
  - MVP情人 (喬恩)
- 2003年
  - ふたりのお嬢様!! (喬恩,小喬)
  - 西街少年 (仔仔,小喬)
- 2004年
  - 絶体絶命お嬢様 (喬恩,仔仔)
  - 天国のウェディングドレス (小潔)
  - 恋恋水園～恋のスプラッシュ！～ (小喬)
- 2005年
  - 格鬥天王 (薇如)
  - カエルになった王子様 (小喬,喬恩)
- 2006年
  - ラヴスタイリスト (小潔,小喬,薇如)
  - 星蘋果樂園 (薇如)
  - 微笑pasta (小喬,薇如)
  - 剪刀石頭布 (喬恩)
- 2007年
  - 桜野学院3+1 (喬恩)
- 2008年
  - ハートに命中!100% (喬恩)
- 2009年
  - ハッピーメーカー (喬恩)